# Thomas Childs Cochran
Thomas Childs Cochran (* 29. April 1902 in Manhattan, New York; † 2. Mai 1999 in Haverford, Pennsylvania) war ein US-amerikanischer Historiker. Er gilt als Mitbegründer des Fachgebiets Wirtschaftsgeschichte in den Vereinigten Staaten.
Cochran erwarb an der New York University (NYU) 1923 einen Bachelor und 1925 einen Master und 1930 von der University of Pennsylvania (UPenn) einen Ph.D. An der NYU lehrte er von 1927 bis 1950, ab 1944 mit einer ordentlichen Professur. 1950 wechselte er an die UPenn, wo er 1972 als Benjamin Franklin Professor of History emeritiert wurde.
Cochran war seit 1953 Mitglied der American Philosophical Society, seit 1971 Mitglied der American Academy of Arts and Sciences. Von 1958 bis 1960 war er Präsident der Economic History Association, 1966/67 Präsident der Organization of American Historians, 1972 Präsident der American Historical Association.
Thomas Cochran war dreimal verheiratet. Insbesondere mit seiner zweiten Frau, Rosamund Beebe, arbeitete er intensiv wissenschaftlich zusammen.

## Schriften
- The Age of Enterprise: A Social History of Industrial America, 1942
- History of the Pabst Brewing Company, 1948
- Railroad Leaders 1845–1890: The Business Mind in Action, 1953
- Business as an American Institution, 1957
- Puerto Rican Businessman: A Study of Cultural Change, 1959
- Entrepreneurship in Argentina, 1962
- Social Sciences in History, 1964
- Business American Life: A History, 1972